# جامعة سيتشوان
جامعة سيتشوان (بالصينية: 四川大学) (بالإنجليزية: Sichuan University)‏؛ جامعة بحثية صينية عامة، يقع مقرها في تشنغدو في مقاطعة سيتشوان في غرب الصين، وهي تدار من قبل وزارة التعليم الصينية. تعد جامعة سيتشوان واحدة من أفضل الجامعات الصينية، وهي عضو في العديد من المشاريع التعليمية التي تهدف إلى تأسيس جامعات نخبة. يرجع تاريخ الجامعة إلى تأسيسها الأول في عام 1896، في حين يقوم هيكلها الحديث بعد إندماج ثلاث جامعات صينية في عام 2000، وهي جامعة سيتشوان القديمة، و«جامعة تشنغدو للعلوم والتقنية» وجامعة غرب الصين للعلوم الطبية، .